# Othonia bairdii
Othonia bairdii är en ringmaskart som beskrevs av Gosse 1855. Othonia bairdii ingår i släktet Othonia och familjen Sabellidae. Inga underarter finns listade i Catalogue of Life.